# Burni Telong
Burni Telong är ett berg i Indonesien.   Det ligger i provinsen Aceh, i den västra delen av landet, 1 700 km nordväst om huvudstaden Jakarta. Toppen på Burni Telong är 2 565 meter över havet, eller 415 meter över den omgivande terrängen. Bredden vid basen är 2,0 km. Burni Telong ingår i Pegunungan Pase.
Terrängen runt Burni Telong är kuperad söderut, men norrut är den bergig.Runt Burni Telong är det ganska tätbefolkat, med 108 invånare per kvadratkilometer. I omgivningarna runt Burni Telong växer i huvudsak städsegrön lövskog.